# 葉申棻
葉申棻，福建閩縣（今屬福州市）人，清朝政治人物。
翰林葉觀國子。嘉慶七年（1802年）壬戌科三甲進士，官廣西連山縣知縣。